# 瓦西利斯·斯潘诺利斯
瓦斯里斯·斯潘诺里斯（希臘語：Βασίλης Σπανούλης，1982年8月7日—），出生于拉里萨，希腊职业篮球运动员，司职控球后卫。他曾在2006－2007年球季加入美國NBA休士頓火箭隊，现擔任希腊男子篮球隊總教練。

## 生涯
斯潘诺里斯是在Keravnos拉里萨开始他的篮球生涯的，他职业联赛的首次出场是在1999/2000赛季的乙级联赛拉里萨队。两年后他和雅典的马罗西签约,约期到2005年。
斯潘诺里斯曾在2004年的NBA选秀中第二轮被达拉斯小牛队选中，之后随即被交换去了火箭隊，但不久又被送回欧洲联赛。
在2005年斯潘诺里斯加入了希腊篮球强队雅典的帕纳辛奈克斯篮球俱乐部，帮助球队夺得了希腊甲级联赛和杯赛的冠军。
2006年7月他和休斯敦火箭队签了一份3年价值600万的合同，火箭在2004年的选秀夜用路易斯·弗罗里斯交换来了斯潘诺里斯。但由于在火箭队一直处于板凳的位置，难以发挥出自己的优势，在2006-07赛季结束后斯潘诺里斯被火箭队送往圣安东尼奥马刺队，以换取路易斯·斯科拉和杰基·巴特勒，但是斯潘诺里斯仍选择返回希腊本国联赛，并提前终止与NBA的关系。
斯潘诺里斯也是希腊国家篮球队的一员，参加了雅典奥运会，在和帕纳辛奈克斯篮球俱乐部签的三年合同之前效力于马罗西队。斯潘诺里斯之所以在华人中拥有较高的知名度与他在2006年世界篮球锦标赛上的出色发挥（希腊队在16强赛中大比分淘汰了中国男篮，又在4强赛中淘汰了夺冠大热门美国梦七队）和加盟休斯敦火箭队后成为姚明的队友有很大的关系。

### 參加球隊
- 拉里萨队（希腊篮球联赛）：1999年-2000年.
- 雅典马罗西（Maroussi）（希腊篮球联赛）：2000年-2005年.
- 帕纳辛奈克斯篮球俱乐部 (希腊篮球联赛)：2005年-2006年.
- 休斯敦火箭（NBA）：2006年-2007年
- 帕纳辛奈克斯篮球俱乐部（希腊篮球联赛）：2007年

## 技術分析
斯潘诺里斯是个组合型后卫，不缺乏好的穿透力和速度，他速度快而且胯下运球出色，有着很高的篮球智商，并且有不错的防守；但是斯潘诺里斯的失误较多，在一场和奥兰多魔术的季前赛中出现了8次失误，这也是他需要调整的地方。
“他是一个球场上的多面手，” 火箭队总经理卡洛尔·道森说“他是一个很好的终结者，拥有非常宽广的视角，將會成为一位伟大的球员，每个人都会喜欢这个年轻人的，因为他非常的务实，我们可以近距离得观察他的变化”，“从欧洲到NBA赛场需要做很大的调整，因此他非常努力” （页面存档备份，存于）。

## 名人琐事
- 由于他的名字过于长，球迷授予他「V-指距」（V-Span）和「杀死比尔」的称号。
- 他成为加盟休斯敦火箭的希腊第一人，休斯敦地区的希腊学生和希腊裔的德州居民都对斯潘诺里斯的到来感到高兴，这也有益于他从欧洲很好的过渡到美国。
- 他父亲很早就去世了（大概在1996到1997年间），因此帶给了长他三岁的兄长迪米特里斯很大的压力，而且迫使迪米特里斯充当了家里的家长角色。也就因为这个原因，他们兄弟两人非常团结，尽管他们都承认他们最大的遗憾——就是他们的母亲从来没有支持过他们所选择的事业。另外他的兄长迪米特里斯也是一位篮球运动员，在他的手臂上刻有他们父亲肖像的纹身。
- 瓦斯里斯会说希腊语，英语和意大利语。他最大的爱好是看电视、听音乐、打台球和广交朋友。最好的朋友是希腊国家队的伙伴——之前效力帕纳辛奈克现在在意大利特维索贝纳通打球的尼克斯·兹西斯（Nikos Zisis）和他在马罗西队时的队友Rodrick Blackney。

## 成绩
- 赢得2000年欧洲青年竞标赛铜牌
- 赢得2002年欧洲20岁以下青年锦标赛金牌
- 入选2005/06赛季欧洲联赛第二阵容
- 参加2005年希腊全明星赛
- 赢得2005年欧洲篮球锦标赛金牌
- 赢得2006年世界篮球锦标赛银牌